# لورنا كروزير
لورنا كروزير هي كاتِبة وأستاذة جامعية وشاعرة كندية، ولدت في 24 مايو 1948 في سويفت كورنت في كندا.

## وصلات خارجية
- لورنا كروزير على موقع الموسوعة البريطانية (الإنجليزية)
- لورنا كروزير على موقع ميوزك برينز (الإنجليزية)